# Midland Railway Company
Midland Railway Company era una società ferroviaria della Nuova Scozia fondata nel 1896 allo scopo di realizzare una ferrovia attraverso la Contea di Hants per collegare Truro e Windsor.

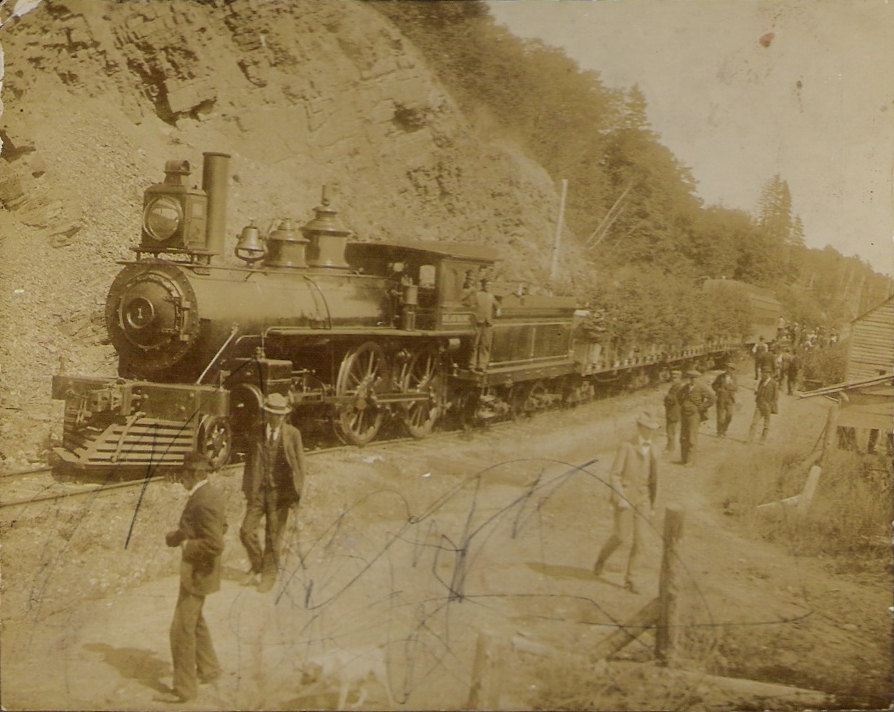
Locomotiva n. 1 della Midland Railway Company (MRC) nel cantiere di costruzione del South Maitland Bridge (circa 1900)

La società veniva autorizzata con atto legislativo delle autorità della Nuova Scozia nello stesso anno di fondazione, 1896. I lavori di costruzione della ferrovia ebbero inizio nel 1898; l'opera d'arte più impegnativa fu la realizzazione di un viadotto sul fiume Shubenacadie denominato South Maitland Bridge. Il 7 settembre 1901 la Midland apri al traffico la sua linea. La ferrovia venne realizzata principalmente per il trasporto di merci di produzione locale, legname e gesso, di cui la contea era ricca.
Nel 1905, la Midland Railway venne acquistata dalla Dominion Atlantic Railway che la rinominò "the Truro Subdivision". La linea venne percorsa da un treno per l'ultima volta il 20 giugno 1983.
La ferrovia collegava Truro e Windsor attraversando i centri abitati di Clifton, Princeport, South Maitland, Kennetcook, Stanley e Scotch Village. Un tratto di linea raggiungeva il porto di Walton. La linea lunga circa 93 km, seguiva il corso dei fiumi St. Croix, Five Mile e Shubenacadie, il Black Rock, Clifton e infine seguendo il corso del fiume Salmon giungeva a Truro.
La linea venne percorsa da un treno per l'ultima volta il 20 giugno 1983.

## Parco locomotive a vapore Midland Railway
L'esercizio ferroviario avveniva con trazione a vapore; la dotazione comprendeva 3 locomotive con rodiggio 2-2-0 acquistate usate e una locomotiva con rodiggio 1-3-0 acquistata nuova dalla Baldwin. Le locomotive passarono alla Dominion Atlantic nel 1905 ma solo due vennero mantenute in esercizio, la MRC 1 e la MRC 4.
| Numero MRC | Nome     | Anno consegna     | Anno accantonamento/alienazione           | Rodiggio | Fabbrica numero di fabbricazione      | Numero DAR |
| ---------- | -------- | ----------------- | ----------------------------------------- | -------- | ------------------------------------- | ---------- |
| 1          | Truro    | 1874 (acq. usata) | 1920                                      | 2-2-0    | Rhode Island Locomotive Works, n. 654 | 31         |
| 2          | Windsor  | 1883 (acq. usata) | 1905, solo immatricolata DAR              | 2-2-0    | Grand Trunk Railway Shops, n. 1123    | 30         |
| 3          | Brooklyn | 1874 (acq. usata) | 1905, solo immatricolata DAR              | 2-2-0    | Rhode Island Locomotive Works, n. 653 | 29         |
| 4          | Pioneer  | 1904              | venduta a Sissiboo Pulp & Paper Co., 1921 | 1-3-0    | Baldwin Locomotive Works              | 28         |